# 小倒卵叶景天
小倒卵叶景天（学名：Sedum morotii var. pinoyi）为景天科景天属下的一个变种。

## 扩展阅读
- 維基物種上的相關：小倒卵叶景天